# 过埠镇
过埠镇，是中华人民共和国江西省赣州市崇义县下辖的一个乡镇级行政单位。

## 行政区划
过埠镇下辖以下地区：
过埠社区、过埠村、铁木村、黄背村、果木村、长湾村、泮江村、长庆村、河梅村、石路村和高坌村。